# Xã Manchester, Quận Morgan, Ohio
Xã Manchester (tiếng Anh: Manchester Township) là một xã thuộc quận Morgan, tiểu bang Ohio, Hoa Kỳ. Năm 2010, dân số của xã này là 160 người.